# Schlacht bei Göllheim

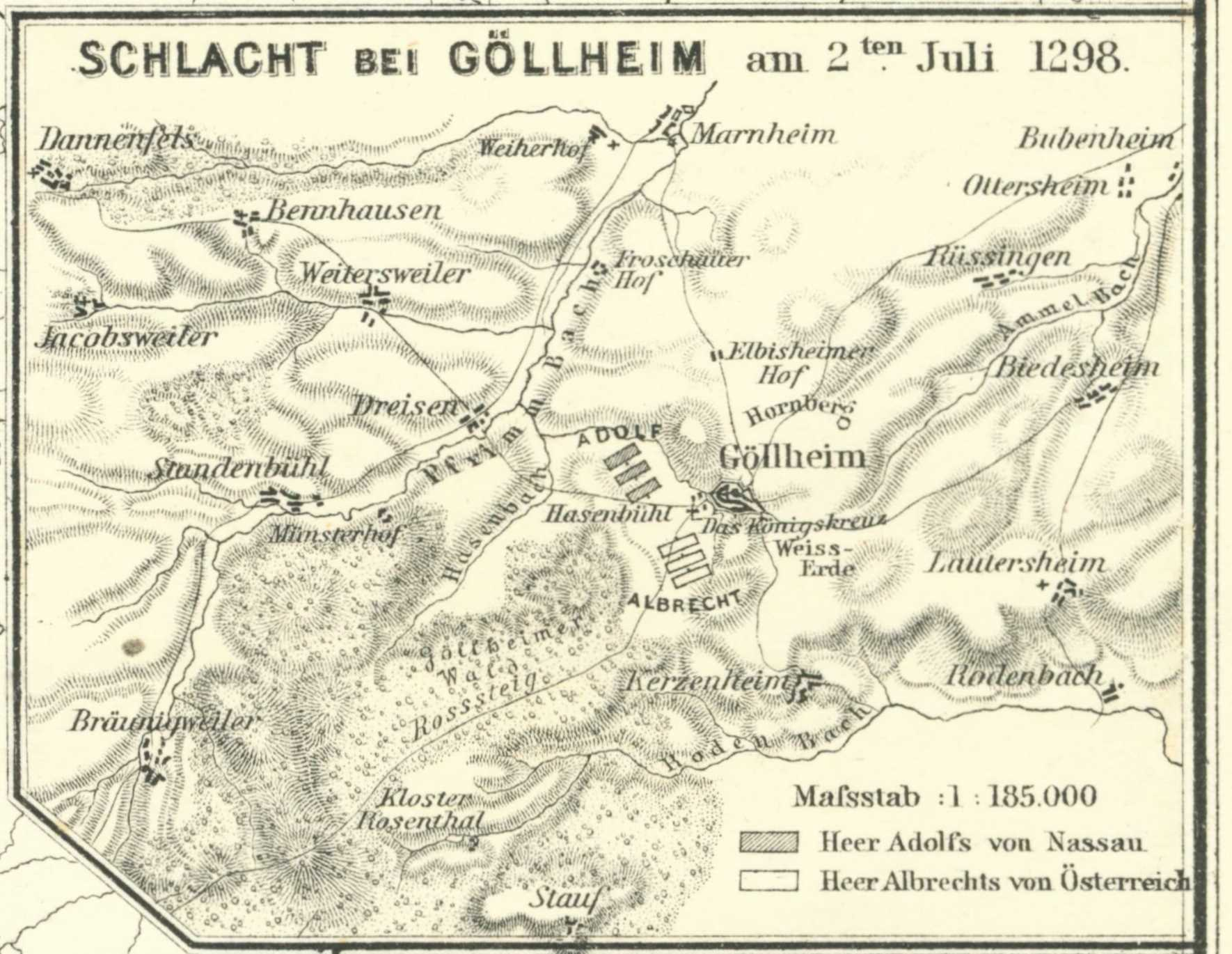
Schlachtfeld (Plan von 1879)

Die Schlacht bei Göllheim, seltener auch Schlacht auf dem Hasenbühl, fand am 2. Juli 1298 auf dem Hasenbühl statt, einem knapp 250 m hohen Hügel auf der Gemarkung der nordpfälzischen Ortsgemeinde Göllheim (im heutigen Bundesland Rheinland-Pfalz). Er lag damals westlich außerhalb des Siedlungsgebiets, doch mittlerweile hat ihn die Wohnbebauung des Dorfes vereinnahmt. Gegner waren die Truppen des römisch-deutschen Königs Adolf von Nassau und des habsburgischen Herzogs Albrecht von Österreich. Ursache der kriegerischen Auseinandersetzung war, dass die Kurfürsten Adolf abgesetzt und Albrecht zum Gegenkönig proklamiert hatten. Adolf verlor bei der Schlacht sein Leben.

## Vorgeschichte

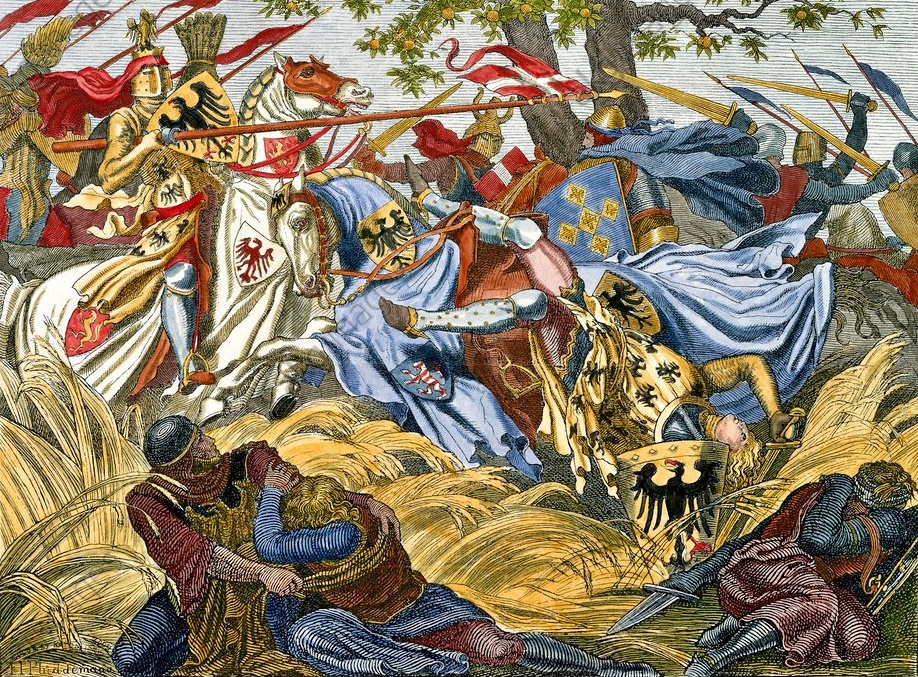
Kampf der beiden Könige in der Schlacht bei Göllheim, historisierende Darstellung von Hermann Plüddemann, 1855

Als Rudolf von Habsburg im Jahre 1291 gestorben war, wählten 1292 die Kurfürsten, die kein starkes Königtum wünschten, nicht seinen mit großer Hausmacht ausgestatteten Sohn Albrecht zum König des Heiligen Römischen Reiches, sondern den unbedeutenden Grafen Adolf von Nassau, nachdem sie ihm beträchtliche Zugeständnisse abgerungen hatten. Weil Adolf die erhofften, zum Teil sogar zugesagten Vergünstigungen nicht gewährte, ließ ihn 1298 die Mehrheit der Kurfürsten fallen und erklärte ihn im Juni für abgesetzt; zugleich proklamierten sie ohne Wahlhandlung den sechs Jahre zuvor übergangenen Albrecht zum König.
Albrecht hatte schon zuvor der Aufforderung des zu den Kurfürsten zählenden Erzbischofs von Mainz Folge geleistet, an den Rhein zu ziehen und militärisch gegen Adolf anzutreten. Dieser setzte Albrechts Truppen ein eigenes Heer entgegen. Im Vorfeld der Entscheidungsschlacht ging Albrecht den Truppen Adolfs, der ihn beim Marsch nach Westen aufhalten wollte, bei Ulm und Breisach aus dem Wege und stieß dann durch die Oberrheinische Tiefebene nach Norden bis in die Gegend von Mainz vor. Die Truppen Albrechts, die aus den habsburgischen Territorien, Ungarn und der Schweiz stammten und zu denen auch diejenigen des Fürstbischofs Heinrich II. von Konstanz gehörten, lagerten bei der befestigten Stadt Alzey und schlossen die dortige Burg ein.
Hier erreichte Albrecht am 23. Juni 1298 die Nachricht von der Absetzung Adolfs. Dessen Streitkräfte, bestehend aus Kontingenten aus dem Taunusgebiet, aus dem Adolf stammte, der Pfalzgrafschaft bei Rhein, Franken, Niederbayern, dem Elsass und St. Gallen, rückten aus dem Raum der etwa 20 km entfernten Reichsstadt Worms an, um die Burg Alzey zu entsetzen.

## Schlachtverlauf

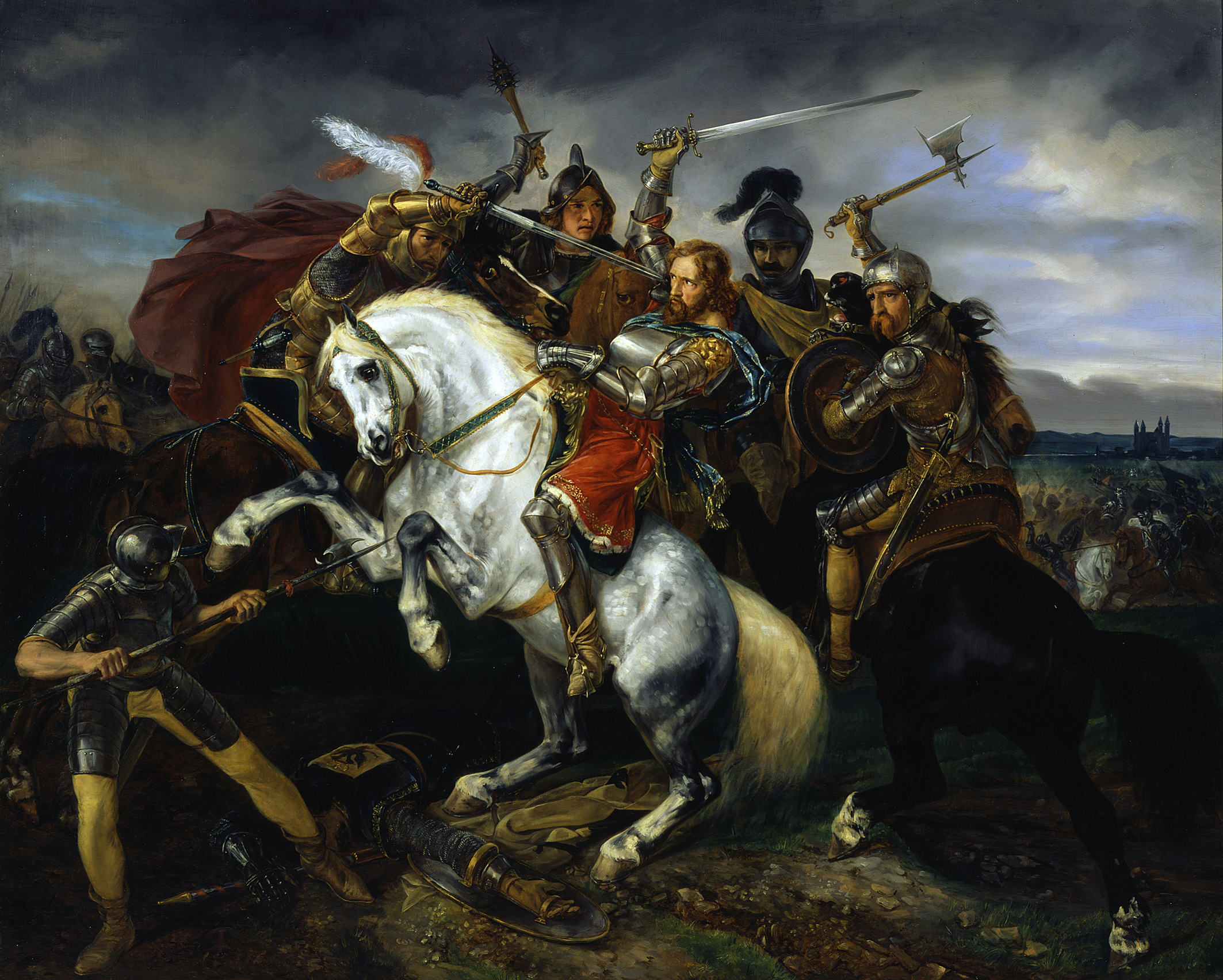
Historisierendes Schlachtgemälde von Simon Meister, Koblenz, 1829

Albrecht wich dem Kampf zunächst aus, formierte dann aber am 2. Juli 1298 seine Truppen in einer strategisch günstigen Position auf dem Hasenbühl, einem Hügel bei Göllheim. Die Ortschaft liegt 20 km südlich von Alzey in der Nordpfalz zwischen Kaiserslautern und Worms, nahe dem Massiv des Donnersbergs.
Die Schlacht wurde in drei Treffen ausgetragen und dauerte von gegen 9 bis kurz nach 15 Uhr. Den genauen Verlauf der Schlacht beschreibt Domkapitular Johann Geissel, der später geadelt wurde und zum Kardinal aufstieg, in seiner Monographie Die Schlacht am Hasenbühl und das Königskreuz zu Göllheim von 1835. Demnach war der Kampf stundenlang unentschieden und auch mit dem Tode Adolfs noch nicht sofort beendet. Die Entscheidung fiel beim dritten Treffen: Adolf, der ungestüm angegriffen haben soll, wurde – mit welcher Waffe auch immer – erschlagen, vielleicht von einem Raugrafen namens Georg. Daraufhin wandte sich ein Großteil von Adolfs Heer zur Flucht und löste sich auf, andere kämpften zunächst weiter, bis sie vom Tode Adolfs erfuhren. Auf Seite des Unterlegenen sollen laut der Monographie von Geissel allein 3000 Schlachtpferde getötet worden sein, die Verluste des Siegers seien nicht viel geringer gewesen.

## Folgen
Adolfs Leichnam wurde zunächst, da der Sieger Albrecht das übliche Königsbegräbnis im Kaiserdom zu Speyer untersagte, nahe Göllheim im Zisterzienserinnenkloster Rosenthal bestattet; Adelheid von Sayn, die Ehefrau des Klosterstifters, war vermutlich mit dem Haus Nassau, der Familie Adolfs, verwandt. Die Ruine des Klosters im Tal des Rodenbachs gehört heute mit dem Weiler Rosenthalerhof zur Ortsgemeinde Kerzenheim.
Das Ergebnis der Schlacht wurde allgemein als Gottesurteil aufgefasst. Dennoch bestand Albrecht auf einer förmlichen Wahl durch die Kurfürsten, die am 27. Juli 1298 in Frankfurt stattfand. So ging das Königtum wieder auf die Habsburger über. Allerdings bestanden die Interessenkonflikte zwischen den Kurfürsten und dem jeweiligen König weiter.
Die Witwe Adolfs, Imagina von Isenburg-Limburg, erlebte im Jahr 1309 die Überführung des Sarges ihres Mannes vom Kloster Rosenthal in den Speyerer Dom. Dort wurde er neben seinem Rivalen Albrecht beigesetzt, der 1308 durch den eigenen Neffen Johann ermordet worden war.

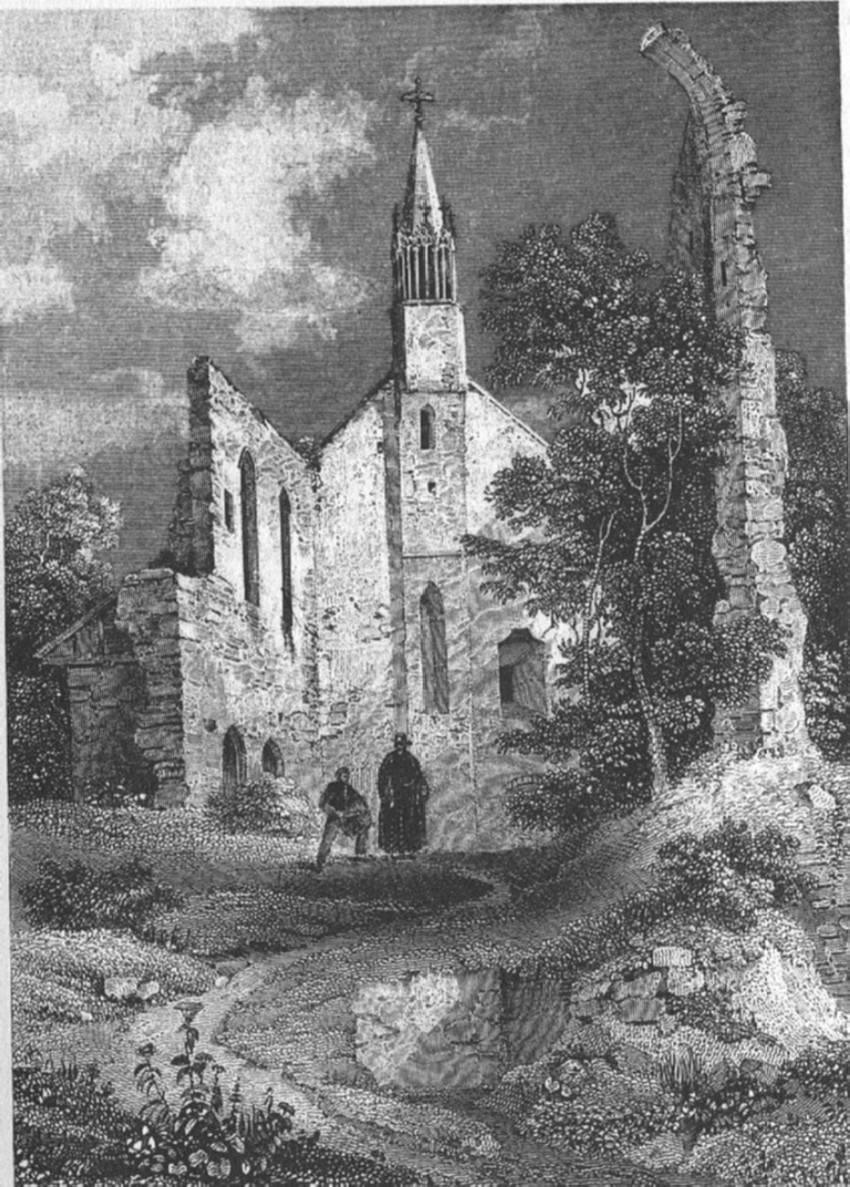
Klosterruine Rosenthal (1840)
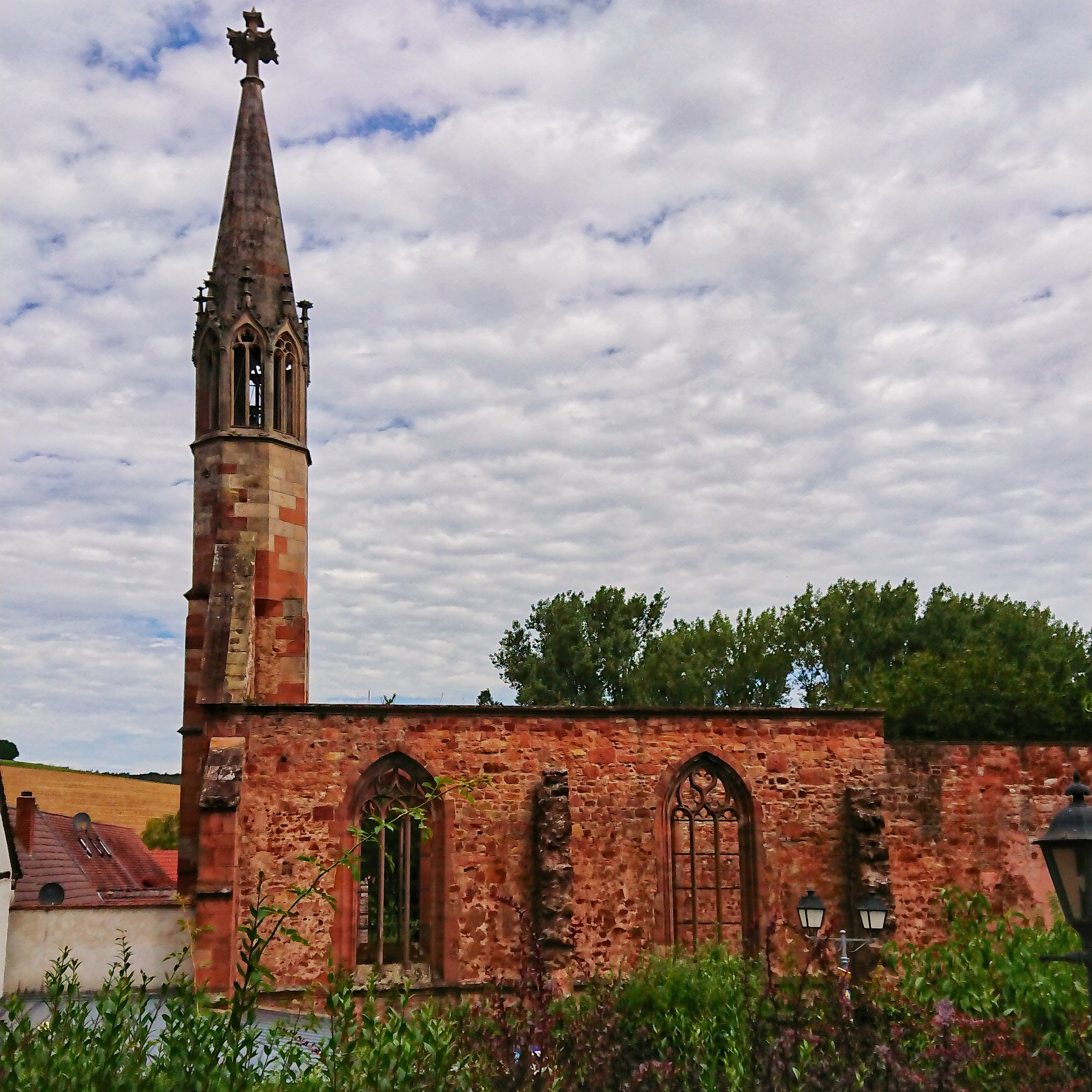
Klosterruine Rosenthal (2019)
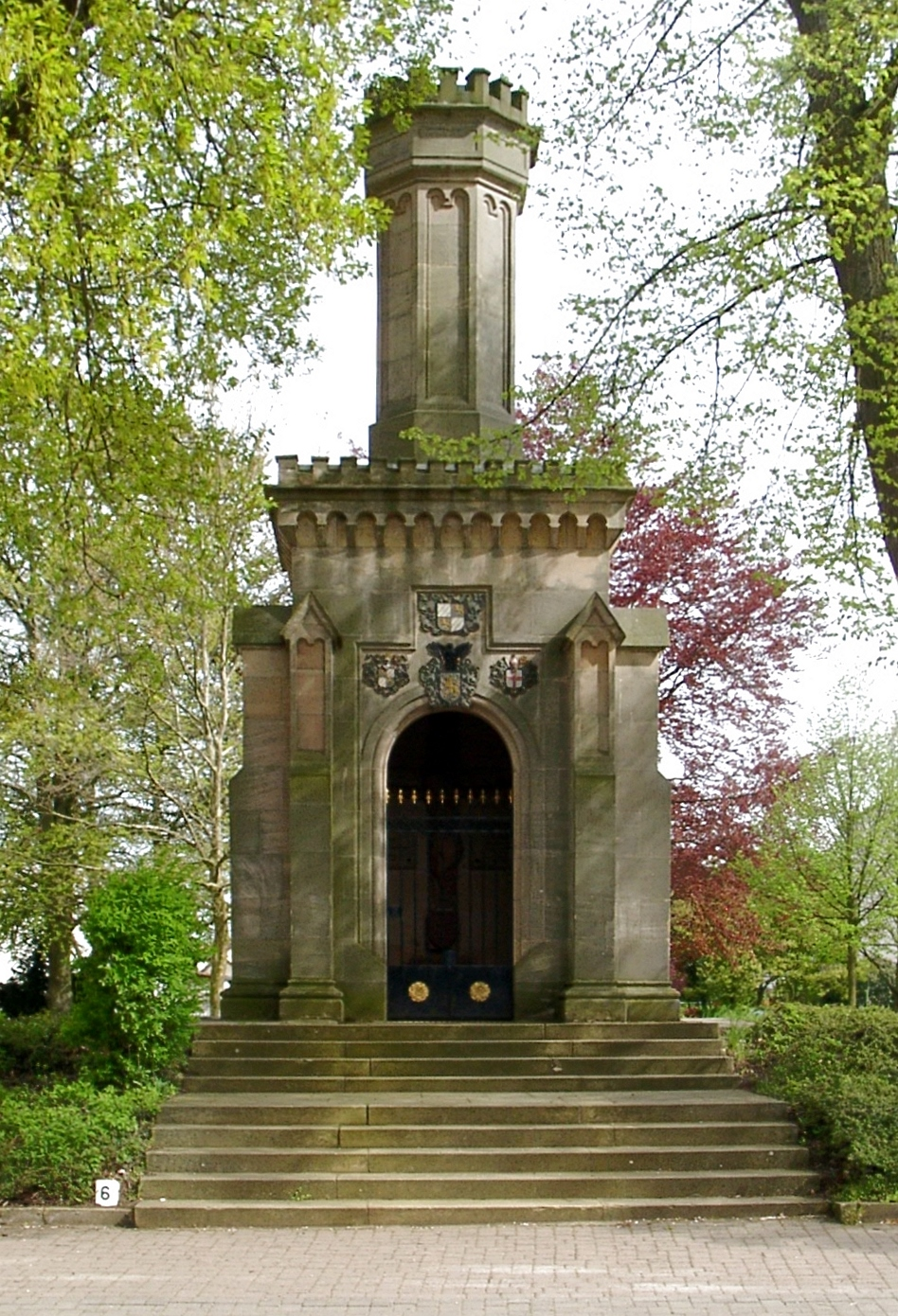
Königskreuz-Kapelle
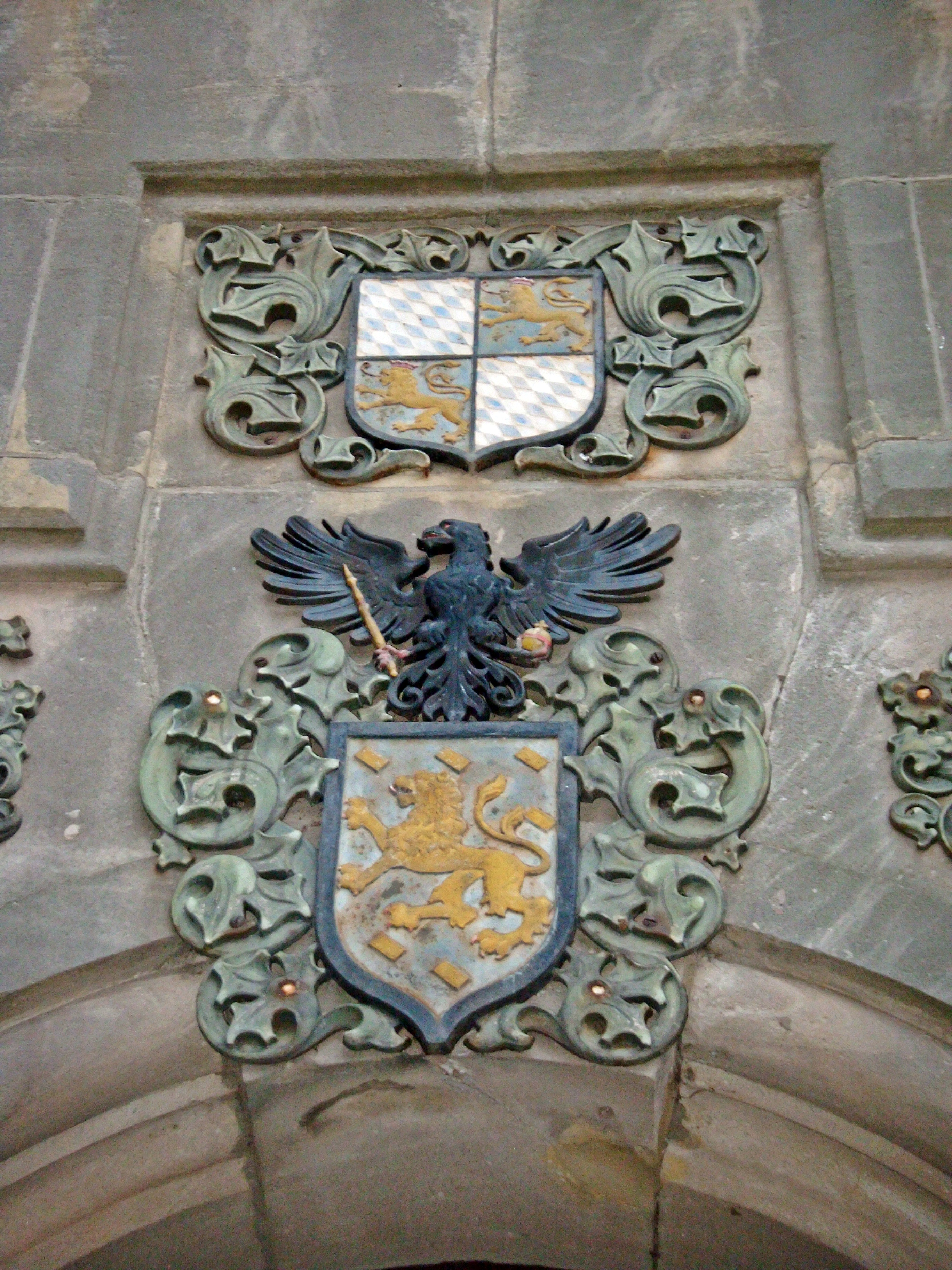
Wappen von Nassau und der Kurpfalz
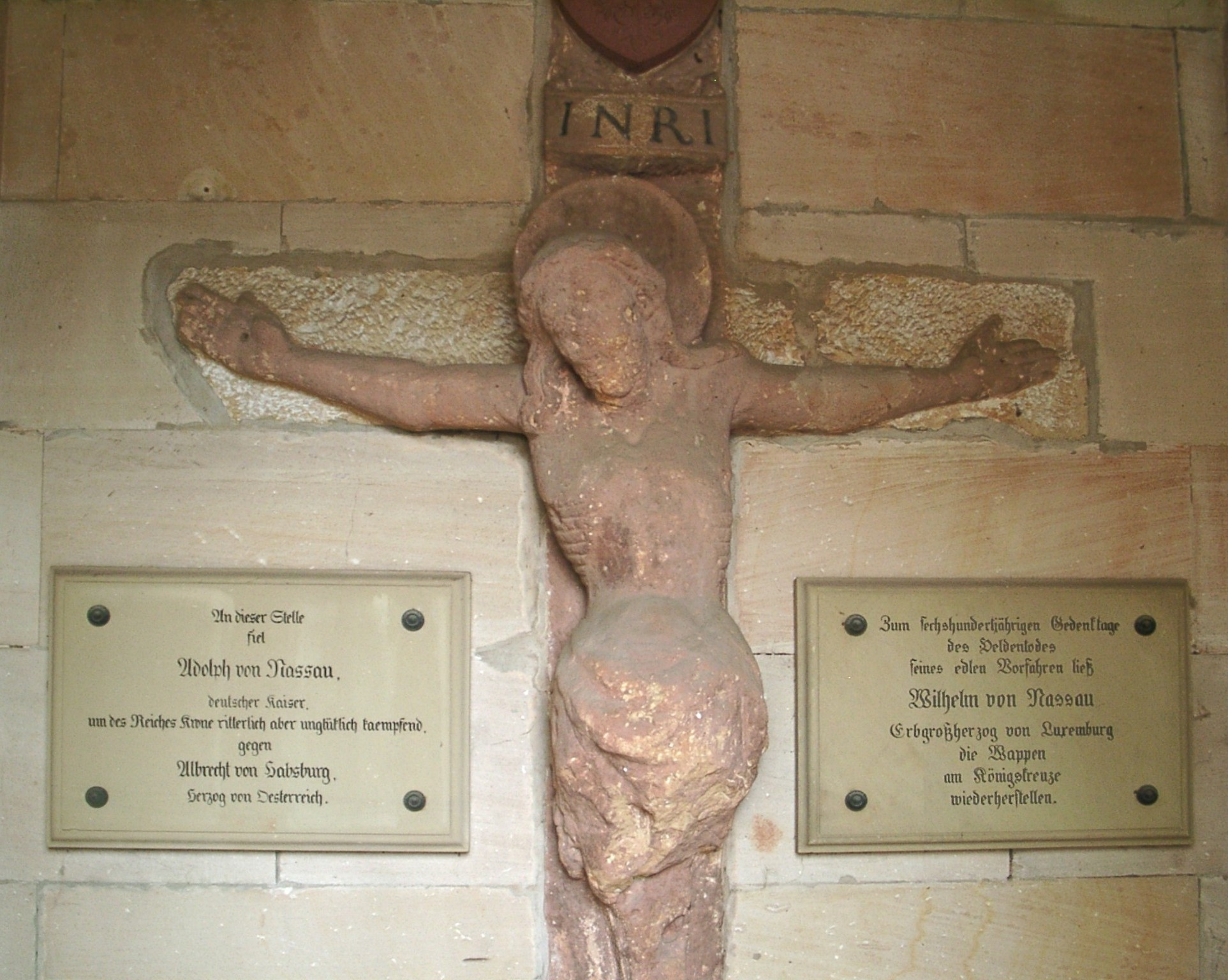
Das Königskreuz mit den Texttafeln
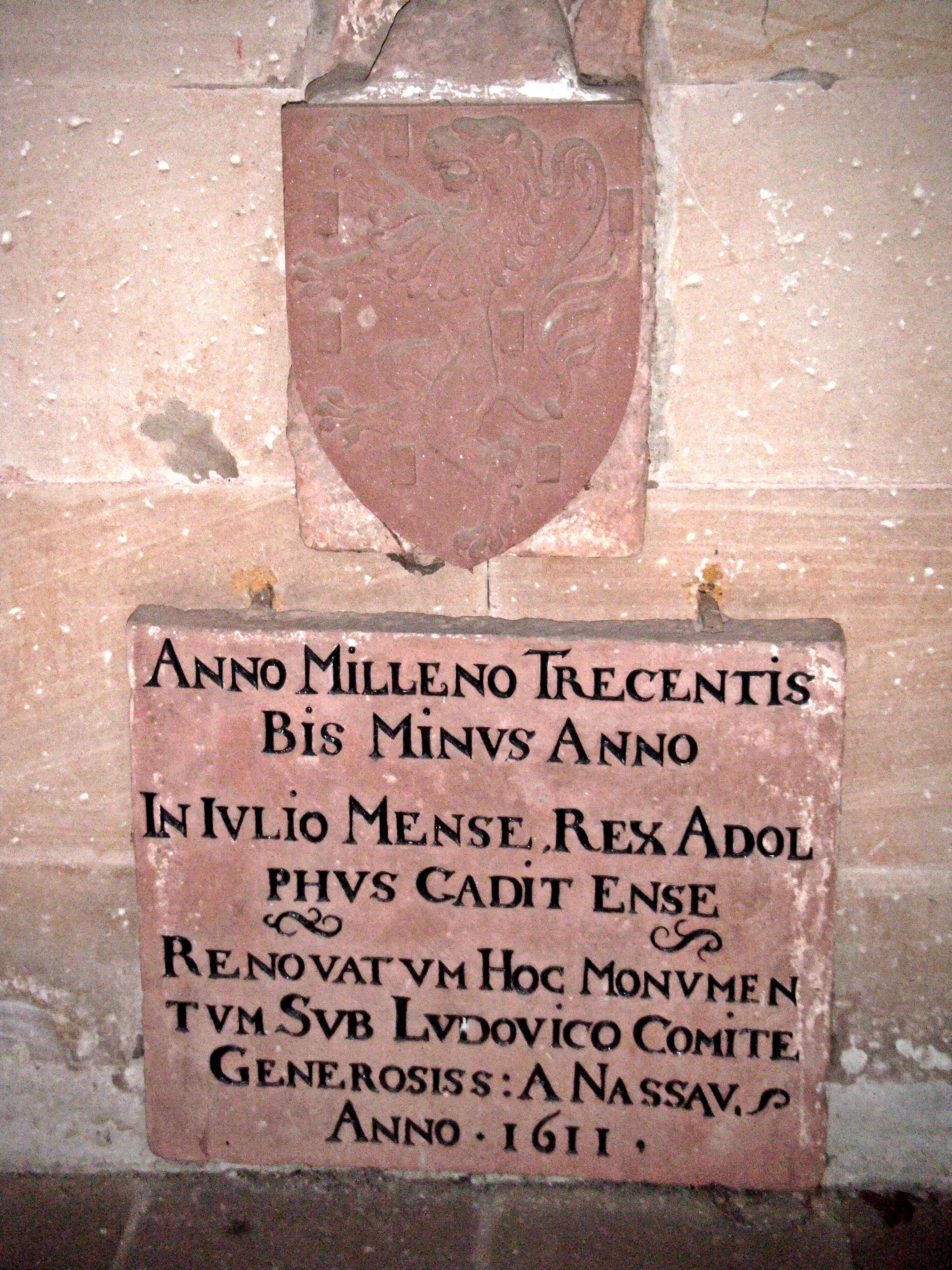
Gedenktafel von 1611
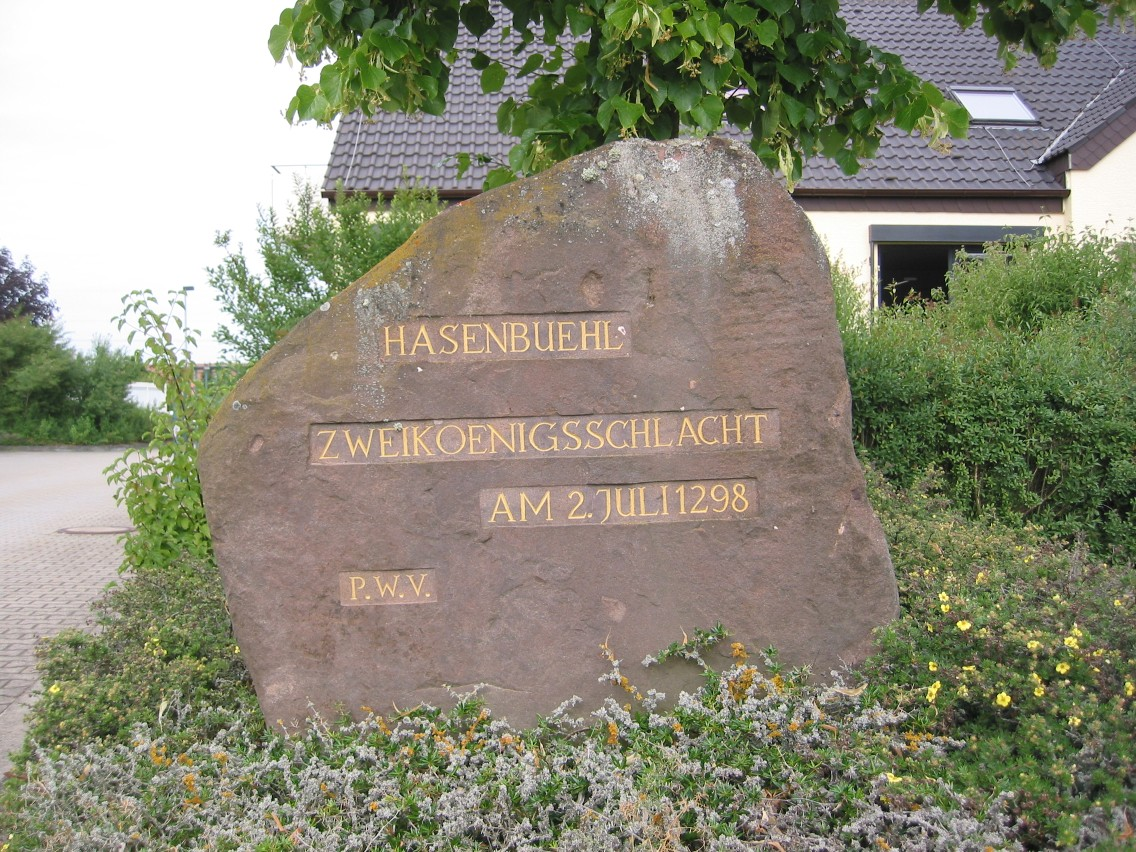
Ritterstein 295

## Denkmal
Nach dem Volksmund ließ Imagina, wahrscheinlich jedoch Adolfs Sohn Gerlach von Nassau, auf dem Schlachtfeld bei Göllheim ein steinernes Gedenkkreuz errichten, das im Stil der Frühgotik ausgeführt ist und bald den Namen Königskreuz erhielt. Im 19. Jahrhundert wurde es mit einer Kapelle überbaut, die 1853 nach 17-jähriger Bauzeit vollendet wurde. Es ist noch heute erhalten; der Standplatz liegt mittlerweile innerhalb der Ortsbebauung.
Mindestens zweimal wurde gegen das Denkmal Gewalt ausgeübt. Nach dem ersten Schaden, dessen nähere Umstände im Dunkeln liegen, veranlasste Graf Ludwig von Nassau-Weilburg, ein Nachkomme Adolfs, 1611 eine Restaurierung. Als Ende des 18. Jahrhunderts französische Revolutionstruppen die linksrheinischen deutschen Gebiete eroberten, wurde die Christusfigur stark beschädigt; die abgeschlagenen Arme wurden später wieder ergänzt, das linke Bein nicht. Von allen Bauarbeiten und Reparaturen künden Inschriftentafeln; die letzte wurde 1898 durch Wilhelm von Nassau-Weilburg, Großherzog von Luxemburg und letzter Nachfahr Adolfs im Mannesstamm, anlässlich des 600. Todestages seines Ahns angebracht.

## Inschriften
Die beiden Texttafeln links und rechts des Königskreuzes tragen folgende Inschriften:

„An dieser Stelle fiel Adolph von Nassau, deutscher Kaiser, um des Reiches Krone ritterlich aber unglücklich kämpfend, gegen Albrecht von Habsburg, Herzog von Oesterreich.“

„Zum sechshundertjährigen Gedenktage des Heldentodes seines edlen Vorfahren ließ Wilhelm von Nassau, Erbgroßherzog von Luxemburg, die Wappen am Königskreuze wiederherstellen.“

## Gedenken vor Ort
Im Bereich des Hasenbühls wurden in jüngerer Zeit folgende Straßenwidmungen vorgenommen:
- Am Hasenbühl
- Adolf-von-Nassau-Straße
- Königskreuzstraße
- Kloster-Rosenthal-Straße

An der Gutenbergstraße, die heute in dem Bereich verläuft, wo Adolfs Heer sich formiert hatte, steht der Ritterstein 295 des Pfälzerwald-Vereins, der an die „Zweikönigsschlacht“ erinnert.